# Kvasz Károly
Kvasz Károly (Békéscsaba, 1939. – Bejrút, 1975. szeptember 30.) magyar repülőgép vezető, pilóta.

## Életpálya
1955-ben a Hármashatárhegyen jelentkezett vitorlázórepü1őnek, az év végén már A vizsgát tett. 1956-ban C szintet repült. Versenyeken és a teljesítményrepülésben ért el eredményeket.21 vitorlázó és 5 kismotoros géptípust repült. Vitorlázógéppel 918 órát, kismotorossal 840 órát repült, összesen 2900 felszállást végzett. Szolgálati viszonyát Budaörsre helyezte, majd 1970-ben a MALÉV-hoz került. Repült Il–14-es, Il–18-as repülőgépekkel, majd a Tu–154-en Pintér János kapitány másodpilótája lett. A Malév Tu–154-es másodpilótájaként 1975. szeptember 30-án Bejrút közelében, meg nem határozott okból (talán lelőtték) 10 társával és 49 utasukkal a tengerbe zuhant.

## Sportegyesületei
- Munkaerő-tartalékok Hivatala Repülő Klub
- Békéscsabai Repülő Klub

## Sporteredmények
- 1958-ban ezüstkoszorús követelményt teljesített,
- 1963-ban megrepülte az aranykoszorús követelményi szintet,
- 1968-ban teljesítette az 500 kilométeres távrepülést,